# Adam von Waldstein

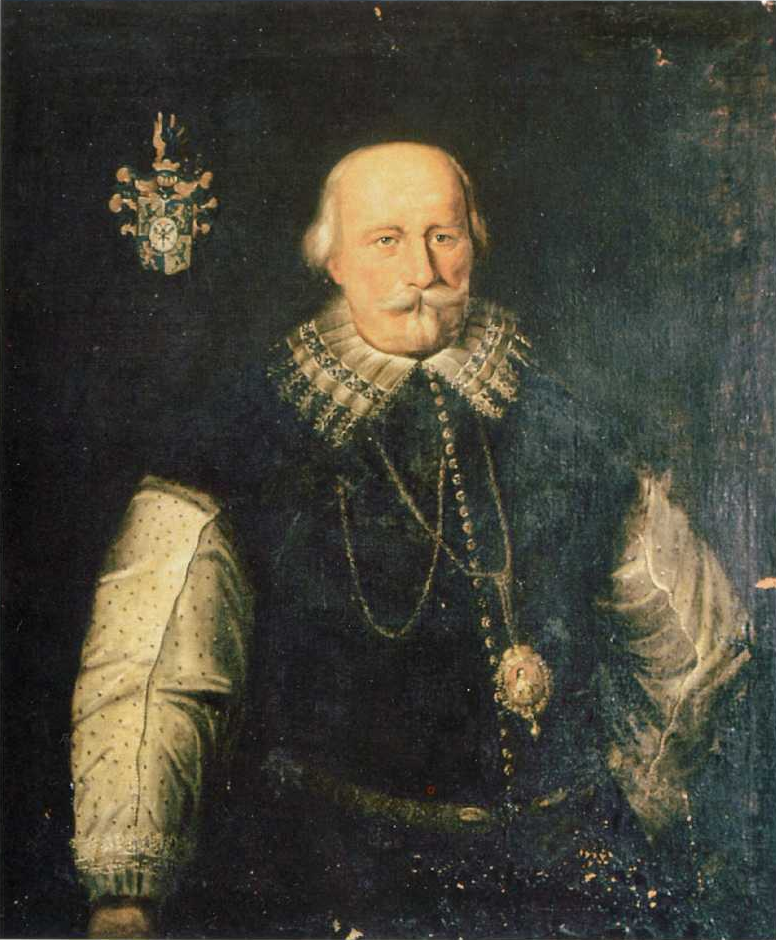
Adam von Waldstein

Freiherr Adam von Waldstein, der Jüngere (* 8. Juni 1570; † 24. August 1638 in Prag) war Oberstburggraf in Böhmen. Er war Herr von Komorní Hrádek, Sasau, Lobositz, Dobrowitz, Rožďalovice und Trebitsch.
Er entstammte der Lomnitzer Linie der Familie Waldstein. Seine Eltern waren der Statthalter von Böhmen Johann von Waldstein und dessen zweite Ehefrau Magdalena von Wartenberg. In seiner Jugend war er Utraquist, trat aber zu einem unbekannten Zeitpunkt zum Katholizismus über.
Im Jahr 1604 war Adam von Waldstein kaiserlicher Oberstallmeister und ermöglichte seinem Vetter Albrecht durch eine Empfehlung den Eintritt als Fähnrich in kaiserliche Kriegsdienste. Er war von 1608 bis 1611 Oberstlandrichter in Böhmen, danach von 1611 bis 1619 und nochmals 1621 bis 1627 Oberstlandhofmeister. Zuletzt war er von 1627 bis 1638 Oberstburggraf in Böhmen. 1631 wurde er vom Kaiser mit dem Orden vom Goldenen Vließ (Nr. 383) geehrt.
Als 1618 der Dreißigjährige Krieg begann, hielt er zum Kaiser. 1621 gehörte er als Oberstlandhofmeister der Kommission an, die für die Verhaftungen der böhmischen Rebellen und die Beschlagnahme von deren Gütern zuständig war. Im folgenden Jahr wurde ein Konfiskationsgerichtshof unter dem Vorsitz Karl Eusebius von Liechtensteins gebildet, der die Enteignung aller böhmischen Aufständischen durchzuführen hatte und dem Waldstein wiederum angehörte. Als der Kaiser ihn in den Grafenstand erheben wollte, lehnte er ab, dafür wurden seine Söhne mit Majestätsbrief vom 25. Juni 1628 in den böhmischen Grafenstand erhoben.

## Familie
Waldstein war zweimal verheiratet. Zunächst heiratete er (vor 1601) Elisabeth von Waldstein (* um 1563; † 14. Januar 1614)
- Polyxena († 1620) ⚭ 1615 Graf Adam von Sternberg  († 11. Juni 1633)
- Franz August
- Rudolf Maximilian (* 12. Januar 1592; † 1. Juni 1649) ⚭ Zdislava Sezimová z Ústí († 1632)
- Maximilian (um 1600; † 18. oder 19. Februar 1655), Graf seit dem 25. Juni 1628

⚭ 1618 Gräfin Katharina Barbara von Harrach (* 10. November 1599; † 22. August 1640), Eltern von Karl Ferdinand von Waldstein
⚭ Polyxena Marie von Talmberg (* 1599; † 25. Mai 1651)
⚭ Gräfin Maximiliane von Salm-Neuburg (* 1608; † 8. Dezember 1663)
- Vladislav (1601–1607)
- Elisabeth Bibiane (1602–1604)
- Bertold (* 8. November 1604; † 16. November 1632), Gefallen bei Lützen

Nach dem Tod seiner ersten Frau heiratete er in Olmütz am 13. Januar 1615 Johanna Emilie von Zierotin  (* um 1600; † nach 1633) 
- Jan Viktorin Karl (* 1. April 1616; † vor 1673)

⚭ um 1640 Gräfin Marie Polyxena Herzan von Harras († 14. Mai 1663)
⚭ Eva Ludmilla Matthias von Glauchen
- Jan Karl Ferdinand (* 25. Juli 1617; † nach 1648); Elisabeth Barbara Berka von Dubá (* 1629)
- Karl Ferdinand (1628–1660)